# Енлик-Кебек (памятник)

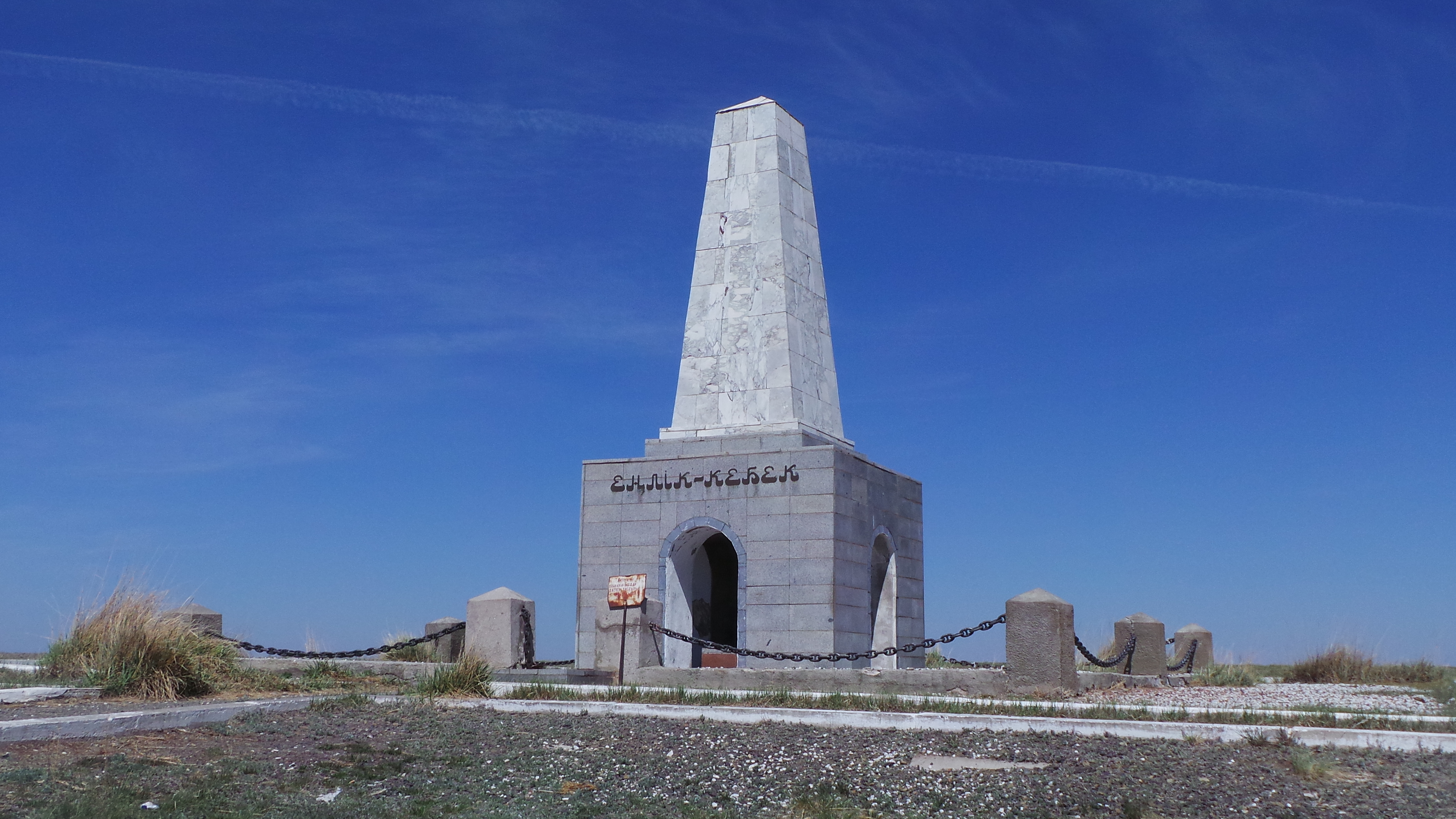
Памятник Енлик-Кебек

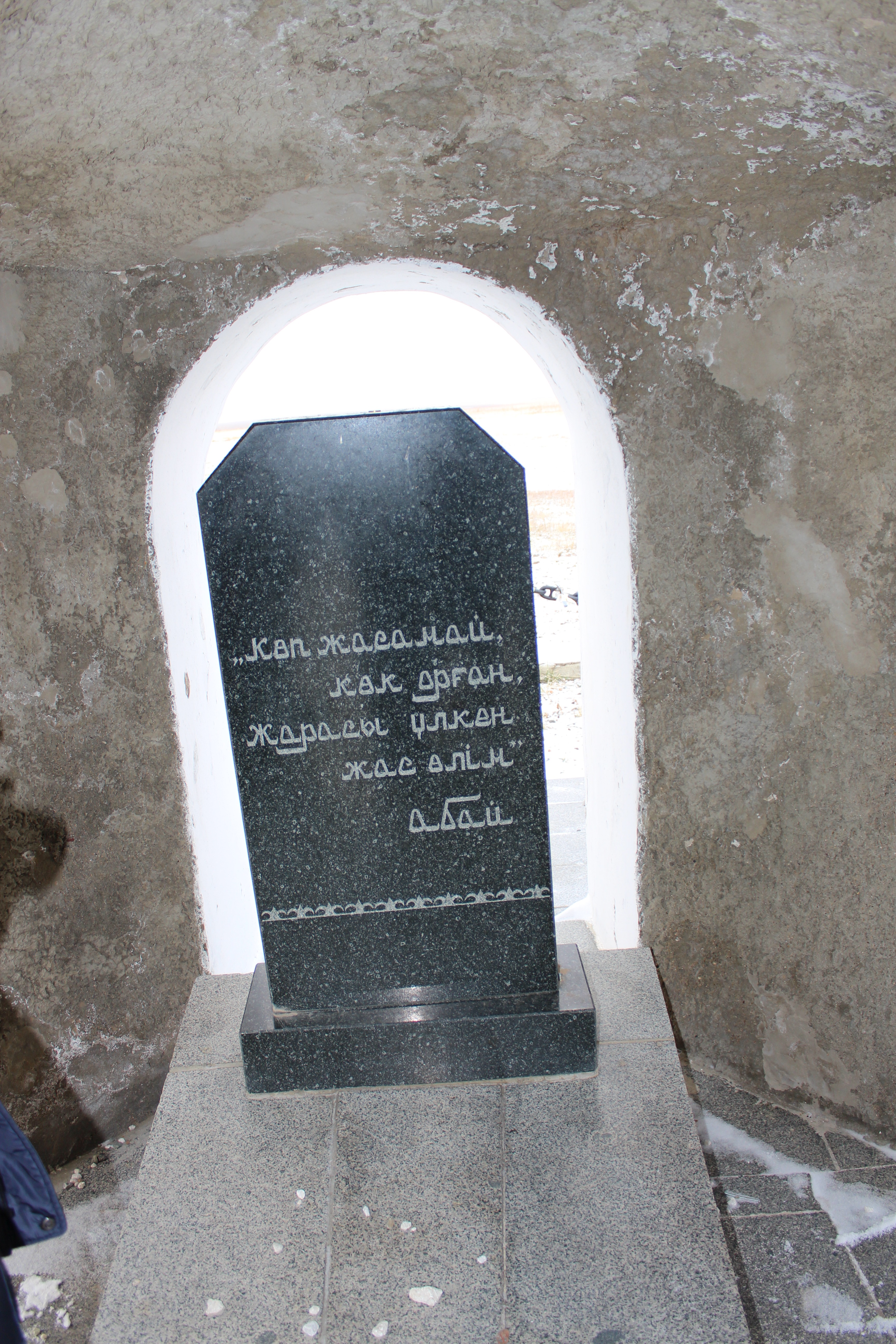
Плита памятнике Енлик-Кебек

Памятник Енлик-Кебек (каз. Еңлік-Кебек ескерткіші), также Башня любви (каз. Махаббат мұнарасы) — монумент на территории Абайского района Абайской области Казахстана, у автомобильной дороги Семипалатинск — Карааул. Башня сооружена над могилой девушки Енлик и юноши Кебека, двух влюблённых, ставших жертвами суда биев в 1780 году (см. Енлик-Кебек). Со временем башня разрушилась. В 1960 году памятник восстановлен жителями Абайского района. В строительстве местные мастера использовали красный, коричневый, бело-серый гранит, цемент, песок, алебастр и известь. Памятник представляет собой 6 метровую башню с куполом, с 4 сторон установлены арки, украшенные восточным орнаментом. На фасаде памятника надпись: «Енлик — Кебек».